# Leslie Phillips
Leslie Samuel Phillips, född 20 april 1924 i Tottenham, London, död 7 november 2022 i London, var en brittisk skådespelare. Phillips har bland annat medverkat i Carry On-filmserien och i filmserien om Harry Potter.

## Filmografi i urval
- 1940 – Tjuven i Bagdad
- 1948 – Anna Karenina
- 1948 – De röda skorna
- 1953 – Bomben
- 1957 – The Barretts of Wimpole Street
- 1957 – Les Girls
- 1959 – Nu tar vi tempen
- 1959 – Nu tar vi magistern
- 1960 – Nu tar vi polisen
- 1962 – Den längsta dagen
- 1966 – Doktorn går till sängs
- 1973 – Inte nu, älskling!
- 1979 – Landet Narnia (TV-serie) (röstroll)
- 1985 – Mitt Afrika
- 1987 – Solens rike
- 1991 – Kung Ralph
- 1992 – Kom igen Columbus
- 1994 – Kärlek på villospår
- 1996 – Den gula hästen (TV-film)
- 1996 – The Canterville Ghost (TV-film)
- 1997 – Schakalen
- 1999 – Ett fall för Dalziel & Pascoe
- 2001 – Harry Potter och de vises sten (röstroll)
- 2001 – Lara Croft: Tomb Raider
- 2001 – Män i vapen (miniserie)
- 2002 – Harry Potter och Hemligheternas kammare (röstroll)
- 2003 – Morden i Midsomer (TV-serie) (1 avsnitt)
- 2006 – Venus
- 2011 – Harry Potter och dödsrelikerna – Del 2 (röstroll)